# Tabanus annamitus
Tabanus annamitus är en tvåvingeart som först beskrevs av Jacques-Marie-Frangile Bigot 1892.  Tabanus annamitus ingår i släktet Tabanus och familjen bromsar. Inga underarter finns listade i Catalogue of Life.